# Francesco Pisani

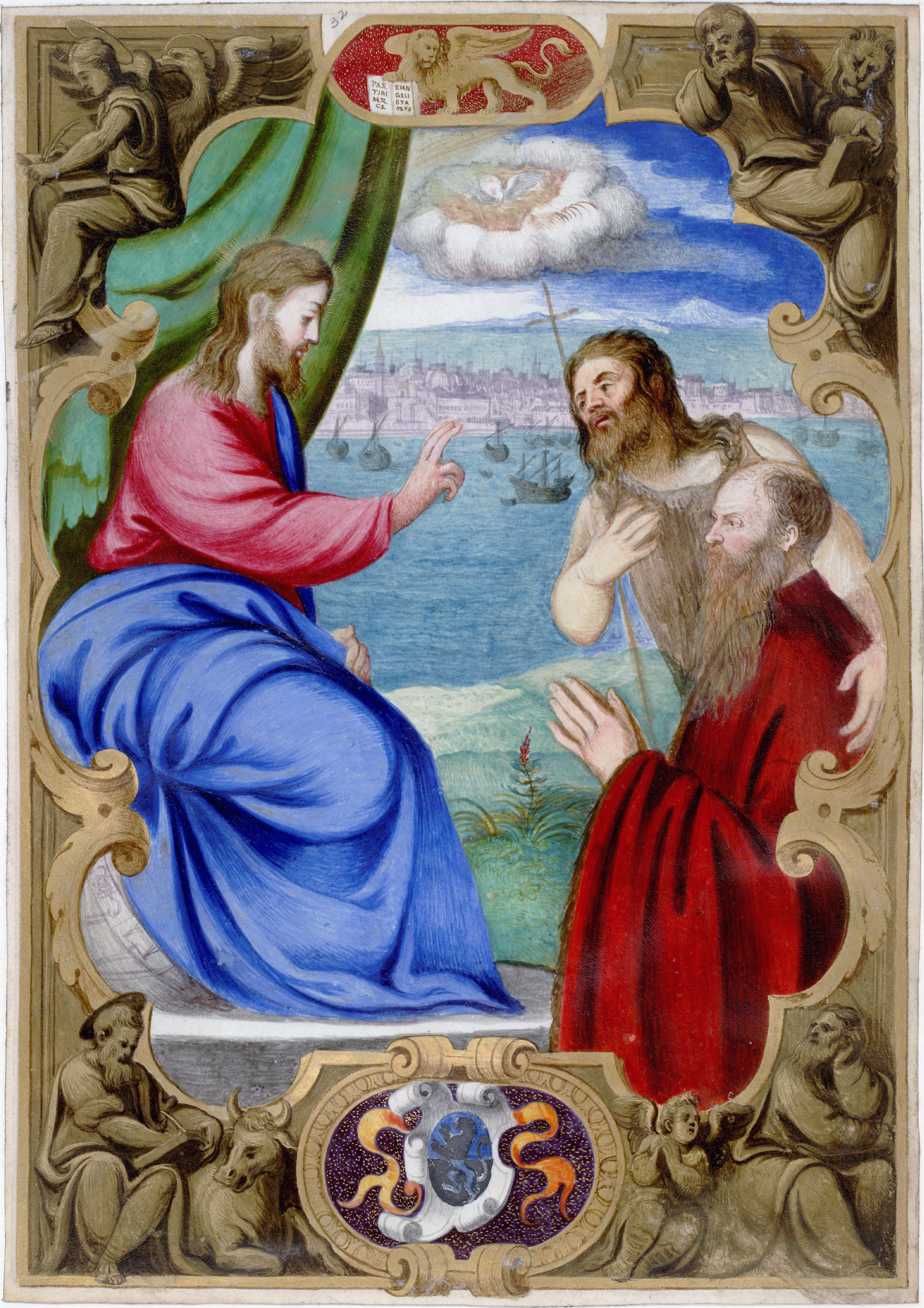
Kardinal Pisani (rechts unten) wird von Johannes dem Täufer Christus vorgestellt, der ihn segnet. (Buchdruck, 16. Jahrhundert)

Francesco Pisani (* 1494 in Venedig; † 28. Juni 1570 in Rom) war ein Kardinal der Römischen Kirche.

## Werdegang

Kardinalswappen (moderne Nachzeichnung)

Don Francesco aus dem Adelsgeschlecht der Pisani wurde am 1. Juli 1517 von Papst Leo X. in seinem fünften Konsistorium zum Kardinal kreiert. Er bekam zunächst 1518 die Titeldiakonie von San Teodoro, später als Kardinalpriester die Titelkirche San Marco (1527–1555; in commendam 1555–1564) zugewiesen. Am 8. August 1524 wurde er zum Bischof von Padua ernannt. Die Bischofsweihe spendete ihm am 5. Mai 1527 der Kardinalbischof von Ostia e Velletri, Kardinaldekan Alessandro Farnese, der spätere Papst Paul III. Dieses Amt übte er bis 1567 aus. Von 1529 bis 1545 war er Kardinaldiakon von Sant’Agata dei Goti. In den Jahren 1555 und 1557 folgten die Ernennungen zum Kardinalbischof von Albano (1555–1557) und Frascati (1557–1562). 1562 bis 1564 war Pisani Kardinalbischof von Porto e Santa Rufina, schließlich ab 1564 noch Kardinalbischof von Ostia e Velletri. Als solcher war er zugleich von 1564 bis zu seinem Tode Dekan des Kardinalskollegiums.

## Mäzenatentum
Er ließ 1535–1543 die Villa dei Vescovi in Torreglia nach einem Entwurf Giovanni Maria Falconettos (1468–1532) erweitern. Er beauftragte 1552 Andrea Palladio mit dem Bau der Villa Pisani in Montagnana. Er war ein Mäzen der Künste und förderte besonders die Maler Paolo Veronese und Giambattista Maganza und den Bildhauer Alessandro Vittoria. Er gab Veronese den Auftrag für die Ausfertigung des Altarbildes Verklärung Christi für den Hochaltar des Domes von Montagnana (1555/6). Seine Statue (Nr. 70) steht nahe der Basilika Santa Giustina im inneren Ring auf dem Prato della Valle in Padua nach dem Willen von Alvise und Francesco Pisani.